# Цителмта
Цителмта (груз. წითელმთა) — село в Грузии, на территории Озургетского муниципалитета края (мхаре) Гурия.

## География
Село находится в западной части Грузии, на берегах реки Бжуджи, на расстоянии приблизительно 2 километров к юго-востоку от города Озургети, административного центра муниципалитета. Абсолютная высота — 121 метр над уровнем моря.

## Население
По результатам официальной переписи населения 2014 года, в Цителмте проживал 591 человек (279 мужчин и 312 женщин). В национальной структуре населения грузины составляли 100 %.
| Год  | Население, человек |
| ---- | ------------------ |
| 2002 | 707                |
| 2014 | ↘ 591              |